# Ukraine International Airlines
Ukraine International Airlines, eller UIA (ukrainska: Міжнародні авіалінії України: Mizjnarodni avialiniji Ukrajiny; Ukrainas internationella flygbolag), var Ukrainas nationella flygbolag. Bolaget begärdes i konkurs år 2023.
Bolaget flög rutter inrikes i Ukraina och till övriga Europa och Asien med bas på Boryspils internationella flygplats (KBP). UIA flög också frakt.

## Historia

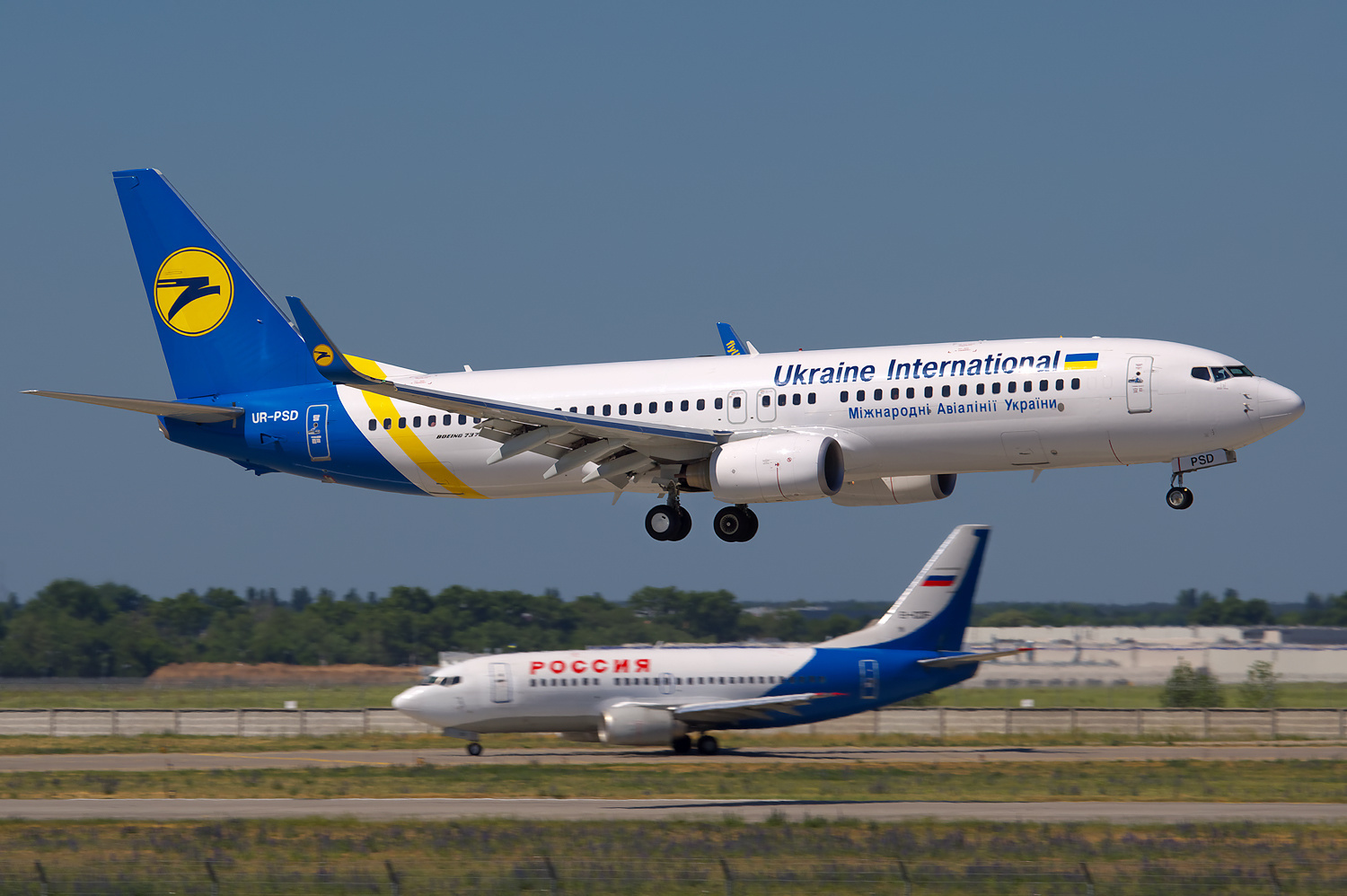
Ukraine International Airlines 737 lands landar på Boryspil International Airport i Kiev i juni 2011

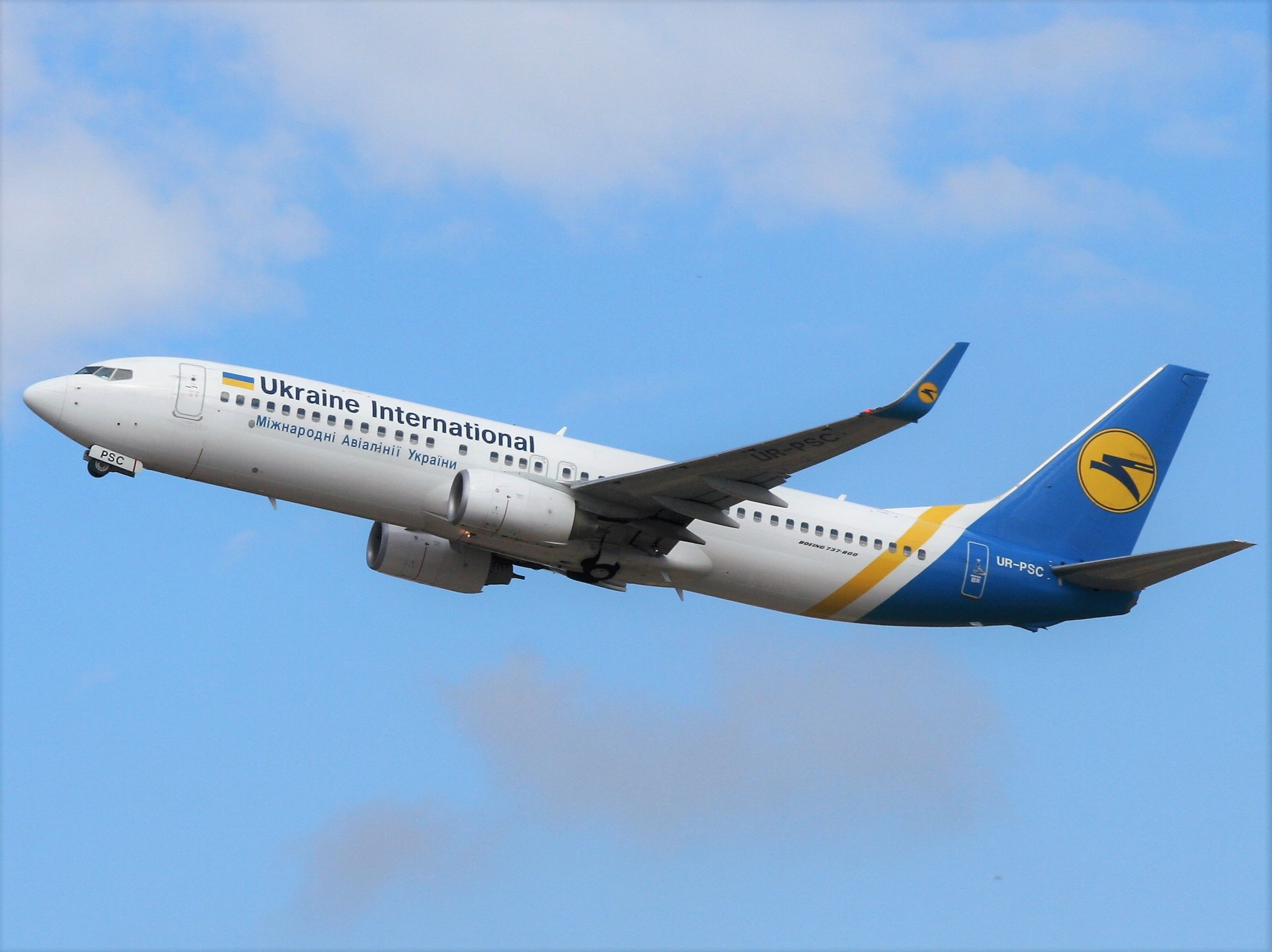
Plan Boeing 737-800 på Ben Gurion flygplats (2013)

Ukraine International Airlines grundades den 1 oktober 1992. Bolaget var det första flygbolaget i OSS att införa nya Boeing 737-flygplan. Bolagets ursprungliga aktieägare var det ukrainska Association of Civil Aviation och det irländska flygplansleasingsföretaget Guinness Peat Aviation. 
År 1996 blev flygbolagen Austrian Airlines och Swissair aktieägare i bolaget. De investerade 9 miljoner amerikanska dollar på bolaget. År 2000 blev Europeiska banken för återuppbyggnad (European bank for Reconstruction) aktieägare och investerade 5,4 miljoner dollar. 
Idag är bolagets främsta ägare Austrian Airlines (22,5%) och statens egendomsfond i Ukraina (State Property Fund of Ukraine, 61,6%). 
Ukraine International Airlines planer att öppna nya rutter och bli större i östeuropa och Nordamerika stoppades av det privatägda Aerosvit Airlines, som då var UIA:s värsta konkurrent. Aerosvit Airlines hade nämligen redan öppnat rutter till de destinationer som UIA planerat. Därför fick UIA nöja sig med att satsa på Västeuropa. Aerosvit Airlines gick i konkurs i feb 2013.
Den 6 juni 2009 påbörjade Ukraine International Airlines rutten Kiev - Nice. UIA flyger till Nice två gånger i veckan under hela sommaren. 
Den 24 juli 2009 tog UIA emot den första Boeing 737-800 Next Generation av de fyra beställda. Det andra nya planet beräknas anlända senare under hösten 2009. Det tredje och fjärde Next Generation-planet väntas tidigt under 2010
Den 8 januari 2020 sköts Ukraine International Airlines Flight 752 ner av iranska robotar efter att det hade lyft ifrån Imam Khomeinis internationella flygplats utanför Teheran. Alla 176 personer inuti flygplanet omkom.
Ukrainas luftrum stängdes år 2022 i samband med Rysslands invasion av Ukraina och i november 2023 begärdes UIA konkurs.

## Destinationer
Inrikes
- Kiev - Boryspils internationella flygplats
- Lviv - Lvivs internationella flygplats
- Odessa - Odessas internationella flygplats

Europa
- Berlin - Berlin-Tegels flygplats
- Dubrovnik - Dubrovniks flygplats
- Frankfurt - Frankfurt Mains flygplats
- Helsingfors - Helsingfors-Vandas flygplats
- Jerevan - Zvartnots flygplats
- London - Gatwick flygplats
- Stockholm - Arlanda flygplats
- Tbilisi - Tbilisis internationella flygplats
- Wien - Wien-Schwechats internationella flygplats
- Zürich - Zürichs internationella flygplats

Asien
- Dubai - Dubai International Airport
- Kuwait - Kuwaits internationella flygplats

Nya rutter
- Abu Dhabi - Abu Dhabis internationella flygplats

## Flotta
Ukraine International Airlines flotta består av 42 plan.
- 4 Boeing 737-300
- 3 Boeing 737-500
- 21 Boeing 737-800
- 4 Boeing 737-900ER
- 4 Boeing 767-300ER
- 5 Embraer E190
- 1 Boeing 737-300SF (fraktplan)
- 1 Boeing 777-200ER (3 Beställningar)

## UIA Cargo
Ukraine International Airlines transporterar gods och post på alla passagerarflygningar. UIA har ett partnerskap med European Cargo Services, som har gjort avtal med över 60 internationella flygbolag. På så vis kan man via UIA Cargo leverera frakt vart som helst i världen. 
Ukraine International Airlines flyger också fulla fraktflygningar, sedan 1994. UIA Cargo flyger med olika plan av Antonov : AN-26, AN-22 och AN-12.